# 半山區巴士專綫
半山區巴士專綫（計劃時稱為中半山優先計劃 Mid-levels priority Scheme supplement），是香港政府在1974年4月16日在香港島半山區設置的交通管理措施。

## 目的
設置半山區巴士專綫的目的，主要是為了鼓勵半山居民乘坐巴士外出，並改善半山區（堅道）經常性的交通擠塞。

## 主要改動
- 中巴12號線由原先在羅便臣道西行改為東行；
- 中巴3號線（現城巴3B線）、23線和4號線特別快車（現城巴40號線）東行改經柏道和羅便臣道，西行則維持途經堅道；
- 中巴新設3條巴士路線：13線、23A線和23B線。

## 影響
是次改動使羅便臣道居民能方便進出港島區的商業及經濟中心，同時令半山區的交通擠塞得到改善，使半山區的交通情況得以改善和使居民進出的時間變得更快。